# Arnold Layne
"Arnold Layne" er den første single udgivet af den britiske psykedeliske rock-gruppe Pink Floyd, kort efter at have skrevet kontrakt med EMI.
| Musik | Spire Denne musikartikel er en spire som bør udbygges. Du er velkommen til at hjælpe Wikipedia ved at udvide den. |